# Markham, Texas
Markham là một nơi ấn định cho điều tra dân số (CDP) thuộc quận Matagorda, tiểu bang Texas, Hoa Kỳ. Năm 2010, dân số của nơi này là 1082 người.

## Dân số
- Dân số năm 2000: 1138 người.
- Dân số năm 2010: 1082 người.